# Хлебников, Алексей Васильевич
Алексе́й Васи́льевич Хле́бников (28 августа 1929, Уржумноля, Мари-Турекский район, Марийская автономная область, РСФСР — 31 января 2000, Йошкар-Ола, Марий Эл, Россия) — марийский советский учёный-историк и педагог, доктор исторических наук, профессор. Первый доктор исторических наук из мари. Заведующий кафедрой истории КПСС, проректор по научной работе Марийского педагогического института имени Н. К. Крупской (1969—1989). Почётный работник высшего профессионального образования Российской Федерации (1999). Заслуженный деятель науки РСФСР (1980). Заслуженный деятель науки и техники Марийской АССР (1979).

## Биография
Родился 28 августа 1929 года в деревне Уржумноля ныне Мари-Турекского района Марий Эл.
С 1936 по 1943 год учился в Сендинской семилетней школе, затем с 1944 по 1947 год — в Мари-Биляморском педагогическом училище родного района.
В 1950 году окончил с отличием исторический факультет Марийского педагогического института имени Н. К. Крупской. В это время был секретарём деканата факультета.
В 1953 году окончил аспирантуру Казанского филиала АН СССР.
Трудовую деятельность начал в колхозе своей деревни пастухом, прицепщиком, учётчиком тракторной бригады МТС, секретарём сельского Совета.
С 1956 года — старший научный сотрудник МарНИИ без прекращения преподавательской работы в пединституте по совместительству.
В 1953—1956 годах — старший преподаватель, в 1960—1969 годах — доцент, декан исторического факультета, в 1969—1974 годах — заведующий кафедрой истории КПСС, с 1970 года — профессор, в 1974—1989 годах — проректор по научной работе Марийского педагогического института имени Н. К. Крупской.
Занимался и общественной деятельностью: состоял членом научно-методического совета по общественным дисциплинам Министерства просвещения РСФСР; членом научно-методического совета по координации и планированию научно-исследовательских работ в области гуманитарных наук Волго-Вятского экономического района, председателем научно-методического Совета по пропаганде общественно-политических знаний правления Марийской республиканской организации общества «Знание». Руководил теоретическим семинаром преподавателей кафедр общественных наук вузов Йошкар-Олы.
Скончался 31 января 2000 года в Йошкар-Оле.

## Научно-педагогическая деятельность
Главное направление исследовательской деятельности — разработка истории национальной государственности марийского народа.
В 1954 году он защитил кандидатскую диссертацию, посвящённую преобразованию Марийской автономной области в Марийскую автономную советскую социалистическую республику, в Казанском государственном университете имени В. И. Ульянова-Ленина.
В 1967 году защитил докторскую диссертацию на тему «Образование советской автономии марийского народа и основные проблемы её развития в период перехода к социализму (1917—1937)» в Московском государственном педагогическом институте имени В. И. Ленина.
Являлся научным руководителем авторских коллективов и ответственным редактором двухтомных изданий «Очерков истории Марийской АССР», «Истории Марийской АССР», ведущим автором второго тома каждого издания, одним из авторов первого тома «Истории Марийской АССР». Ответственный редактор нескольких десятков сборников документов, монографий, сборников статей.
В Марийском пединституте преподавал историю СССР и Марийского края, вёл спецкурс «Внешняя политика Советского Союза», руководил кружком по истории Марийской АССР. По его инициативе в институте была открыта аспирантура для подготовки кадров: в 1973—1981 годах пять его учеников (А. Я. Антипин, A. M. Удалов, Ю. А. Адамов, С. А. Утросина, Д. А. Кретинин) успешно защитили кандидатские диссертации.
Принимал участие в работе XIII Международного конгресса исторических наук (1970) и III Всесоюзного съезда учителей (1978).
За вклад в развитие высшего образования и исторической науки в 1980 году ему присвоено почётное звание «Заслуженный деятель науки РСФСР», а в 1999 году он стал почётным работником высшего профессионального образования Российской Федерации. Награждён медалями, несколькими нагрудными знаками отличия, многими почётными и благодарственными грамотами.

## Основные научные работы
Далее представлен список основных научных работ А. В. Хлебникова:
- История преобразования Марийской автономной области в автономную советскую социалистическую республику: Автореферат дис. на соискание учён. степени кандидата ист. наук / Казан. гос. ун-т им. В. И. Ульянова-Ленина. Кафедра истории СССР. — Казань: [б. и.], 1954. — 19 с.
- Марийский край в период подготовки и проведения Великой Октябрьской социалистической революции / Марийский науч.-исслед. ин-т языка, литературы и истории при Совете Министров МАССР. — Йошкар-Ола : [б. и.], 1958. — 168 с. : ил.
- Образование и развитие советской автономии марийского народа (1917—1929). — Йошкар-Ола: Маркнигоиздат, 1970. — 271 с.
- Развитие советской автономии марийского народа, 1929—1936. — Йошкар-Ола: Марийское кн. изд-во, 1976. — 164 с.
- История Марийской АССР / Марийский НИИ яз., лит. и истории им. В. М. Васильева; [Редкол.: А. В. Хлебников (отв. ред.) и др.]. — Йошкар-Ола: Марийское кн. изд-во, 1986. — 21 см.

Т.2: Эпоха социализма (1917—1987). Т.2 / [А. В. Хлебников, В. Ф. Пашуков, А. Р. Смиренский и др.]. — Йошкар-Ола: Марийское кн. изд-во, 1987. — 326,[1] с., [8] л. ил.

## Звания и награды
- Почётный работник высшего профессионального образования Российской Федерации (1999)[4][6]
- Заслуженный деятель науки РСФСР (1980)[1][2][6]
- Заслуженный деятель науки и техники Марийской АССР (1979)[1][2][6]
- Медаль «Ветеран труда»[1][2]
- Медаль «За доблестный труд. В ознаменование 100-летия со дня рождения Владимира Ильича Ленина» (1970)[1][2]
- Почётная грамота Министерства просвещения РСФСР[4]
- Почётная грамота Президиума Верховного Совета Марийской АССР (1972)[1][2][6]

## Память
28 ноября 2024 года в краеведческом отделе Марийского государственного университета прошёл круглый стол «Исследователь национальной государственности мари», посвящённый 90-летию со дня рождения доктора исторических наук, профессора А. В. Хлебникова.